# دستور ليبيا 1951
دستور ليبيا هو الدستور الذي دخل حيز التنفيذ في 7 أكتوبر 1951 مباشرة قبل استقلال ليبيا الرسمي في 24 ديسمبر 1951.
حيث نص على كون ليبيا ملكية دستورية وبالملك إدريس الأول ملكاً عليها. كان هذا الدستور حدثاً رئيسياً في حياة الليبيين كونه الوثيقة الوطنية التشريعية الأولى والوحيدة والتي ترسخ رسميا حقوق المواطنين الليبيين بعد الحرب وقيام الدولة القومية الليبية.
تم اقرار الدستور الليبي في الاجتماع الذي عقدته الجمعية الوطنية الليبية في مدينة بنغازي يوم الأحد 6 محرم، 1371 7 أكتوبر 1951 ميلادية. وبحضور رئيس الجمعية الوطنية محمد أبو الأسعاد العالم ونائبي الرئيس، عمر فاروق شنيب وأبو بكر أحمد أبو بكر، حيث قدموا الدستور للملك إدريس قبل نشره في الجريدة الرسمية الليبية.
اعتبر دستور ليبيا في 1951 أول تشريع يرسخ رسميا حقوق المواطنين الليبيين في أعقاب قيام الدولة الوطنية الليبية بعد الحرب. وبعد نقاشات مكثفة للأمم المتحدة، حيث كان الملك إدريس يقول بأن إنشاء دولة ليبية واحدة سوف يعود بالنفع على مناطق طرابلس، فزان وبرقة، وكانت الحكومة الليبية حريصة في صياغتها للدستور على أن يتضمن العديد من القيم الإنسانية والحقوقية الراسخة والمشتركة في البلدان الديمقراطية.
ذكرت المادة 5 من دستور الاستقلال أن (الإسلام دين الدولة) وبهذا لم يكن دستوراًً علمانياً إلا أنه رسمياً أقر عدداً من الحقوق مثل المساواة أمام القانون، وكذلك المساواة في الحقوق المدنية والسياسية، وتكافؤ الفرص، و المسؤولية المتساوية في المهام والواجبات العامة «دون تمييز في الدين أو المعتقد أو العرق أو اللغة أو الثروة أو النسب أو الآراء السياسية أو الاجتماعية» (المادة 11).
بعد الانقلاب العسكري في 1 سبتمبر 1969 والذي قاده حينها الملازم معمر القذافي والذي أطاح به بالملكية ومجلس النواب الليبي تم ايقاف العمل بدستور ليبيا.

## الديباجة
بسم الله الرحمن الرحيم
نحن ممثلي شعب ليبيا من برقة وطرابلس الغرب وفزّان المجتمعين بمدينة طرابلس فمدينة بنغازي في جمعية وطنية تأسيسية بإرادة الله.
بعد الاتفاق وعقد العزم على تأليف اتحاد بيننا تحت تاج الملك محمد ادريس المهدي السنوسي الذي بايعه الشعب الليبي ونادت به هذه الجمعية الوطنية التأسيسية ملكا دستوريا على ليبيا.
وعلى تكوين دولة ديمقراطية مستقلة ذات سيادة تؤمن الوحدة القومية وتصون الطمأنينة الداخلية وتهيئ وسائل الدفاع المشتركة وتكفل إقامة العدالة وتضمن مبادئ الحرية والمساواة والإخاء وترعى الرقي الاقتصادي والاجتماعي والخير العام.
وبعد الاتكال على الله مالك الملك، وضعنا وقررنا هذا الدستور للمملكة الليبية المتحدة.

## الدستور الليبي[5]
النص الكامل للفصلين الأول والثاني من دستور ليبيا أدناه:
دستور ليبيا
الفصل الأول - شكل الدولة ونظام الحكم
- المادة 1: ليبيا دولة حرة مستقلة ذات سيادة. لا يجوز النزول عن سيادتها ولا عن أي جزء من أراضيها.
- المادة 2: ليبيا دولة ملكية وراثية ونظامها نيابي وتسمى «المملكة الليبية».
- المادة 3: المملكة الليبية جزء من الوطن العربي وقسم من القارة الأفريقية.
- المادة 4: حدود المملكة الليبية هي: شمالا: البحر الأبيض المتوسط، شرقا: الجمهورية العربية المتحدة وجمهورية السودان، جنوبا: جمهوريات السودان، وتشاد والنيجر والجزائر، غربا: تونس والجزائر.
- المادة 5: الإسلام دين الدولة.
- المادة 6: يعين شعار الدولة ونشيدها الوطني بقانون.
- المادة 7: يكون العلم الوطني على الشكل والأبعد الآتية: طوله ضعفا عرضه ويقسم على ثلاثة ألوان متوازية أعلاها الأحمر فالأسود فالأخضر. على أن تكون مساحة اللون الأسود تساوي مجموع مساحة اللونين الآخرين وأن يحتوي في وسطه على هلال أبيض بين طرفيه كوكب أبيض خماسي الأشعة.

الفصل الثاني - حقوق الشعب
- المادة 8: يعتبر ليبيا كل شخص مقيم في ليبيا وليس له جنسية أو رعوية أجنبية إذا توفر فيه أحد الشروط الآتية: (1) أن يكون قد ولد في ليبيا، (2) أن يكون أحد أبويه ولد في ليبيا،(3) أن يكون قد أقام في ليبيا مدة لا تقل عن عشر سنوات إقامة عادية.
- المادة 9: مع مراعاة أحكام المادة الثامنة من هذا الدستور تحدد بقانون الشروط اللازمة لاكتساب الجنسية الليبية وتمنح به تسهيلات للمغتربين الذين هم من أصل ليبي ولأولادهم ولأبناء الأقطار العربية وللأجانب الذين أقاموا في ليبيا إقامة عادية لمدة لا تقل عن عشر سنوات عند العمل بهذا الدستور وما زالوا مقيمين فيها، فيجوز لهؤلاء الأخيرين اختيار الجنسية الليبية طبقا للشروط المبينة في القانون على أن يطلبوا اكتسابها خلال ثلاث سنوات تبتدئ من أول يناير 1952.
- المادة 10: لا يجوز الجمع بين الجنسية الليبية وأية جنسية أخرى.
- المادة 11: الليبيون لدى القانون سواء، وهم متساوون في التمتع بالحقوق المدنية والسياسية وفي تكافؤ الفرص وفيما عليهم من الواجبات والتكاليف العامة لا تمييز بينهم في ذلك بسبب الدين أو المذهب أو العنصر أو اللغة أو الثروة أو النسب أو الآراء السياسية والاجتماعية.
- المادة 12: الحرية الشخصية مكفولة وجميع الأشخاص متساوون في الحماية أمام القانون.
- المادة 13: لا تفرض السخرة على أحد إلا بموجب القانون في حالات الطوارئ أو النوازل أو الظروف التي قد تعرض سلامة السكان أو بعضهم إلى خطر.
- المادة 14: لكل شخص الحق في الالتجاء للمحاكم وفقا لأحكام القانون.
- المادة 15: كل شخص متهم بجريمة يعتبر بريئا إلى أن تثبت إدانته قانونا في محاكمة تؤمن له فيها الضمانات الضرورية للدفاع عن نفسه وتكون المحاكمة علنية إلا في الأحوال الاستثنائية التي ينص عليها القانون.
- المادة 16: لا يجوز القبض على أي إنسان أو حبسه أو تفتيشه إلا في الأحـوال التي ينص عليها القانون، ولا يجوز إطلاقا تعذيب أحد ولا إنزال عقاب مهين به.
- المادة 17: لا جريمة ولا عقوبة إلا بناء على قانون ولا عقاب إلا على الأفعال اللاحقة لصدور القانون الذي ينص عليها، كذلك لا توقع عقوبة أشد من العقوبة التي كانت نافذة وقت ارتكاب الجريمة.
- المادة 18: لا يجوز بأي حال إبعاد ليبي من الديار الليبية ولا يجوز أن تحظر عليه الإقامة في جهة ما أو أن يلزم بالإقامة في مكان معين أو منعه من التنقل في ليبيا إلا في الأحوال التي يبينها القانون. المادة 19: للمساكن حرمه، فلا يجوز دخولها ولا تفتيشها إلا في الأحوال المبينة في القانون وبالكيفية المنصوص عليها فيه.
- المادة 20: تكفل سرية الخطابات والبرقيات والمواصلات التليفونية وجميع المراسلات على اختلاف صورها ووسائلها، ولا يجـوز مراقبتها أو تأخيرها إلا في الحالات التي ينص عليها القانون.
- المادة 21: حرية الاعتقاد مطلقة وتحترم الدولة جميع الأديان والمذاهب وتكفل لليبيين وللأجانب المقيمين في أرضها حرية العقيدة والقيام بشعائر الأديان على أن لا يخل ذلك بالنظام العام ولا ينافي الآداب.
- المادة 22: حرية الفكر مكفولة ولكل شخص الإعراب عن رأيه وإذاعته بجميع الطرق والوسائل ولكن لا يجوز إساءة استعمال هذه الحرية فيما يخالف النظام العام أو ينافي الآداب.
- المادة 23: حرية الصحافة والطباعة مكفولة في حدود القانون.
- المادة 24: لكل شخص الحرية في استعمال أية لغة في المعاملات الخاصة أو الأمور الدينية أو الثقافية أو الصحافية أو مطبوعات أخرى أو في الاجتماعات العامة.
- المادة 25: حق الاجتماع السلمي مكفول في حدود القانون.
- المادة 26: حق تكوين الجمعيات السلمية مكفول وكيفية استعمال هذا الحق يبينها القانون.
- المادة 27: للأفراد أن يخاطبوا السلطات العامة فيما يعرض لهم من الشئون وذلك بكتابات موقعة بأسمائهم، أما مخاطبة السلطات باسم المجاميع فلا تكون إلا للهيئات النظامية أو الأشخاص المعنوية.
- المادة 28: التعليم حق لكل ليبي وتعمل الدولة على نشره بما تنشئه من المدارس الرسمية وبما تسمح بإنشائه تحت رقابتها من المدارس الخاصة لليبيين وللأجانب.
- المادة 29: التعليم حر ما لم يخل بالنظام العام أو يناف الآداب، ويكون تنظيم أمور التعليم العام بالقانون.
- المادة 30: التعليم الأولي إلزامي لليبيين من بنين وبنات . والتعليم الأولي والابتدائي مجاني في المدارس الرسمية.
- المادة 31: للملكية حرمة فلا يمنع المالك من التصرف في ملكه الا في حدود القانون ولا ينزع من أحد ملكه إلا بسبب المنفعة العامة في الأحوال المبينة في القانون وبالكيفية المنصوص عليها فيه وبشرط تعويضه عنه تعويضا عادلا.
- المادة 32:عقوبة المصادرة العامة للأموال محظورة.
- المادة 33: الأسرة هي الركن الأساسي للمجتمع وهي في حمى الدولة. وتحمي الدولة الزواج وتشجع عليه.
- المادة 34: العمل عنصر من العناصر الأساسية للحياة الاقتصادية وهو مشغول بحماية الدولة وحق لجميع الليبيين . ولكل فرد يقوم بعمل الحق في أجر عادل.
- المادة 35: تعمل الدولة على أن يتوفر بقدر الإمكان لكل ليبي مستوى لائق من المعيشة له ولأسرته .

وضعت الجمعية الوطنية الليبية وأقرت هذا الدستور في جلستها المنعقدة بمدينة بنغازي في يوم الأحد 6 المحرم الحرام 1371 الموافق 7 أكتوبر 1951 وعهدت إلى رئيسها ونائبيه بإصداره ورفعه إلى حضرة صاحب الجلالة الملك المعظم وبنشره في الجريدة الرسمية بليبيا .
تنفيذا لقرار الجمعية الوطنية قد أصدرنا هذا الدستور بمدينة بنغازي في يوم الأحد 6 المحرم الحرام 1371 الموافق 7 أكتوبر 1951.
- رئيس الجمعية الوطنية: محمد أبو الأسعاد العالم
- نائب الرئيس: عمر فائق شنيب
- نائب الرئيس: أبوبكر بن أحمد أبوبكر